# Подорож «Космічного Біґля»
Подорож «Космічного Біґля» (англ. «The Voyage of the Space Beagle») — науково-фантастичний роман канадського письменника Альфреда ван Вогта, вперше опублікований під однією обкладинкою 1950 року.
Роман де-факто є збіркою чотирьох оповідань та коротких повістей про подорож науково-дослідницького космічного корабля «Космічний Біґль» і новий науковий підхід «нексіалізм» (англ. Nexialism):
- «Чорний руйнівник» \ "Black Destroyer" (липень 1939);
- "War of Nerves" (травень 1950);
- "Discord in Scarlet" (грудень 1939);
- "M33 in Andromeda" (серпень 1943).

Величезний сферичний космічний корабель, укомплектований хімічно кастрованим екіпажем із майже тисячі чоловіків, які виконують розширену наукову місію з дослідження міжгалактичного простору, стикається з кількома, переважно ворожими іншопланетянами та інопланетними цивілізаціями. На борту космічного корабля під час його подорожі відбуваються як політичні, так і наукові революції.
Назва книги є відсиланням на «Подорож на кораблі «Біґль», книгу Чарльза Дарвіна про його п'ятирічну кругосвітню подорож на HMS «Бігль».

## Зміст
Головний герой роману — доктор Елліотт Гросвенор, єдиний нексіаліст (нова дисципліна, яка відображає загальний підхід до науки). Вчення Гросвенора та застосування нексіалізму, а не вузькі підходи окремих наукових і військових його товаришів по кораблю, постійно виявляються ефективнішими проти ворожих зіткнень як ззовні, так і всередині «Космічного Біґля». Зрештою він змушений взяти під свій контроль корабель, використовуючи гіпноз, психологію, промивання мізків і переконання, щоб розробити ефективну стратегію для перемоги над інопланетною сутністю Анабіс і порятунку корабля та нашої Галактики.
Книгу можна розділити на чотири розділи, які відповідають чотирьом первинним творам, з яких вона складається:
У першому розділі «Космічний гончак» приземляється на безлюдну планету з стародавніми руїнами міст. Керл, голодуючий, розумний і злий котоподібний хижак з щупальцями на плечах, наближається до корабля, прикидаючись нерозумною твариною, і швидко проникає на нього. Істота вбиває кількох членів екіпажу, перш ніж її обманом змушують покинути космічний корабель у рятувальній шлюпці. Потім він вчиняє самогубство, коли розуміє, що зазнав поразки.
У другій частині корабель майже знищений внутрішньою війною, спричиненою телепатичним контактом із расою птахоподібних інопланетян раси Рім. Дружні сигнали, які надсилає Рім, несумісні з людським розумом. Тільки знання Гросвенора про телепатичні явища рятують корабель від знищення.
У третій частині корабель натрапляє на Ікстла, істоту, що ширяє в глибокому космосі. Це істота яка вижила з раси, яка правила попереднім всесвітом до Великого вибуху. Ікстл обманом проникає на корабель і, будучи одержимим власним розмноженням, викрадає кількох членів екіпажу, щоб імплантувати яйця паразитів у їхні шлунки. Зрештою його обманом змушують покинути корабель після того, як весь екіпаж тимчасово залишив корабель, не залишивши здобичі для його потомства.
В останньому розділі зустрічається Анабіс, свідомість, що охоплює галактику. Знову ж таки, вона зла, голодна і агресивна, і за будь-яких обставин слід запобігти відстеженню нею корабля назад до будь-якої іншої галактики. Анабіс, який, по суті, являє собою галактику блукаючих вогнів харчується смертю живих організмів і знищив усе розумне життя у своїй галактиці. Він перетворює всі планети, які може знайти, на планети джунглів шляхом тераформування, оскільки саме такі світи створюють більшість життя. Екіпаж корабля спонукає інтелект переслідувати корабель у глибокий космос, змушуючи його померти від голоду.
Одночасно з цим книга також висвітлює боротьбу за владу на кораблі між керівниками окремих наукових і військових груп.